# Suceava
Suceava (pronuncia rumena : /suˈtʃe̯ava/ ; in ungherese Szucsáva, in tedesco Suczawa, Sutschawa, Sedschopff o Sotschen, in polacco Suczawa, in ucraino Сучава?, Sučava, in yiddish שאַץ‎?, Shats) è un municipio della Romania di 84 322 abitanti, capoluogo del distretto omonimo, nella regione storica della Bucovina.

## Geografia fisica
Suceava occupa un'area geografica molto varia, che va da una zona collinare, il cui punto più alto è la Collina di Zamca, ad una pianeggiante sulle rive del fiume Siret. Alle due zone, denominate rispettivamente Zamca e Şipote, si unisce un grande quartiere periferico, chiamato Burdujeni, collegato al resto della città da un lungo viale; la configurazione ne fa una sorta di città-satellite, anche se amministrativamente fa parte della municipalità.

## Storia
La presenza di insediamenti umani nell'area della città è molto antica, come testimoniano i numerosi ritrovamenti archeologici risalenti fino al Paleolitico; nel II-III secolo esisteva nella zona un insediamento di Daci che non venne mai annesso all'Impero romano, sebbene nei resti ritrovati siano visibili segni evidenti di un forte influsso culturale Romano.
Durante il Medioevo la città conobbe il suo massimo splendore quando Pietro I di Moldavia nel 1388 ne fece la capitale del Principato di Moldavia, ruolo che mantenne fino al 1565 quando, sotto il regno di Alexandru Lăpușneanu, la capitale venne trasferita a Iași.
L'epoca in cui la città ebbe la massima importanza fu però quella del regno di Ştefan cel Mare, periodo nel quale vennero costruite le due cittadelle fortificate ancora visibili. Durante questo periodo Suceava subì nel 1476 l'assedio del Sultano Maometto II, deciso a conquistare la città, che però oppose una lunga resistenza costringendo alla fine l'assalitore ottomano a desistere e a ritirarsi. Dopo questo fatto, Ştefan cel Mare fece della città uno dei punti fondamentali della difesa delle sue terre e, grazie anche alle imponenti fortificazioni, Suceava non venne mai conquistata con le armi.
Il 21 maggio 1600, durante la sua opera di riunificazione del paese, Michele il Bravo entrò senza combattere a Suceava, dove venne accolto favorevolmente ed onorato quale signore; a Suceava il 26 maggio seguente Michele si proclamò domn al Țării Românești și Ardealului și a toată Țara Moldovei, ossia Signore della Terra di Romania, dell'Ardeal (l'attuale Transilvania) e della Terra di Moldavia.
Nel 1775 la Bucovina, e quindi anche Suceava, venne assegnata all'Impero asburgico quale premio per essersi mantenuto neutrale durante la Guerra russo-turca del 1768-1774; la zona fece parte dell'Impero austro-ungarico fino al 1918 quando, dopo la prima guerra mondiale, venne riunita alla Romania. Durante il dominio asburgico Suceava mantenne la sua importanza soprattutto come località di confine, in quanto la frontiera con la Romania passava pochi chilometri a sud-est della città. Allo scoppio della Prima guerra mondiale, peraltro, molti abitanti della Bucovina erano fuggiti in Moldavia per arruolarsi nell'esercito romeno.

## Monumenti e luoghi d'interesse

### Architetture religiose
I principali monumenti di Suceava sono soprattutto alcune chiese interessanti, tra cui:
- La chiesa di San Giorgio, costruita nel 1522 e facente parte del gruppo delle Chiese dipinte della Moldavia settentrionale, dal 1993 Patrimonio dell'umanità dell'UNESCO
- La chiesa della Santa Croce, costruita nel 1521
- La chiesa di San Simone, costruita nel 1513
- Il Monastero di Zamca, costruito nel 1606

### Altro
- Cittadella di Suceava

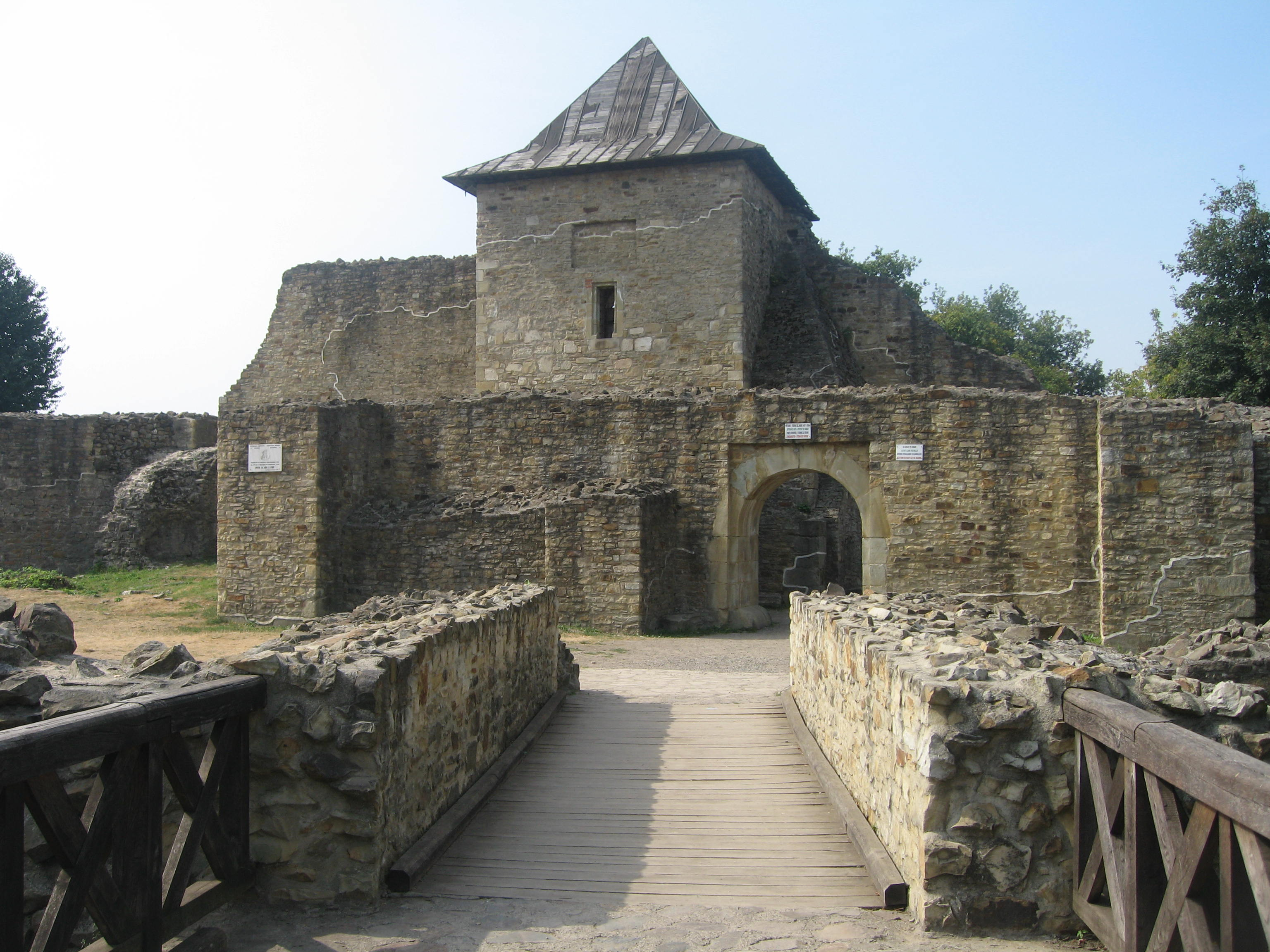
La cittadella
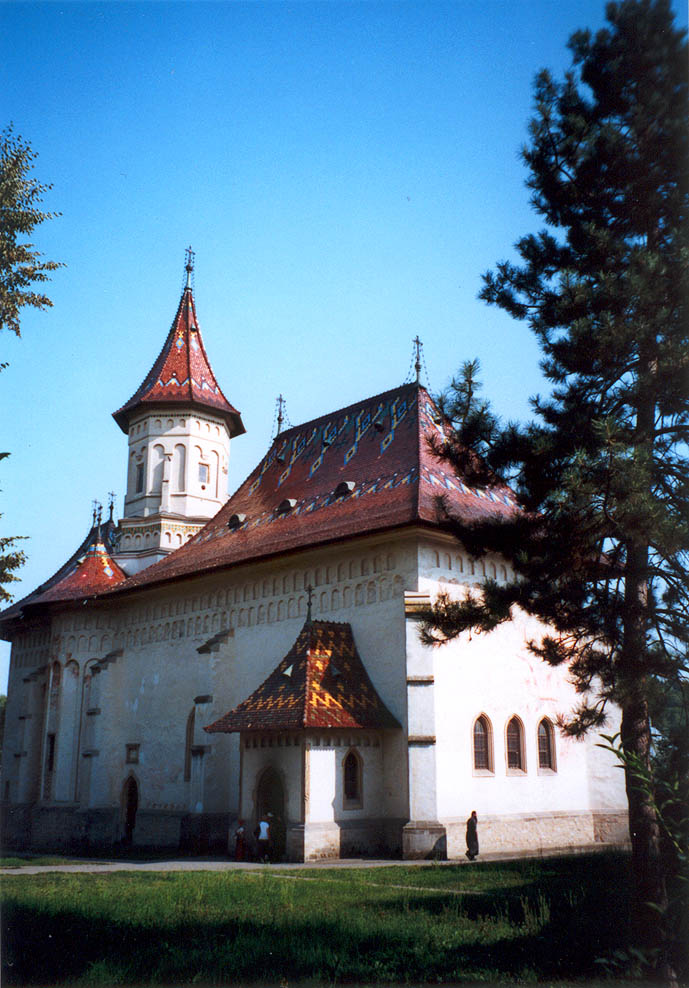
La chiesa di San Giorgio

## Cultura

### Musei
Importanti sono diversi musei e collezioni, raccolti sotto un'unica struttura denominata Complesso museale della Bucovina, che comprende:
- il Museo storico
- il Museo etnografico Hanul Domnesc
- il Museo di scienze naturali
- la Cittadella di Scaun
- il complesso della Corte principesca
- il Museo della cultura contadina della Bucovina
- il Planetario
- il Fondo memoriale culturale, che raccoglie alcune case-museo della città e dei dintorni, dedicate ad alcune delle personalità legate a Suceava, tra cui:
  - il poeta Nicolae Labiș
  - l'etnologo Marian Simeon Florea
  - lo scrittore Eusebiu Camilar

## Infrastrutture e trasporti
La direttrice principale dei collegamenti di Suceava con il resto del Paese è quella che unisce Bucarest a Bacău. Questa direttrice è costituita, per i collegamenti stradali, dalla strada nazionale DN2 (strada europea E85) e, per i collegamenti ferroviari, dalla cosiddetta Magistrala 500 della CFR.
Nell'ambito del distretto, il principale collegamento stradale è quello che unisce Suceava con Vatra Dornei tramite la strada nazionale DN29 (strada europea E58), che prosegue fino a Botoșani.
Suceava dispone di un aeroporto civile, ubicato nel territorio della città di Salcea; da qui partono collegamenti regolari con Bucarest, Londra, diverse località in Italia e Turchia.

## Amministrazione

### Gemellaggi
- Polonia, Sosnowiec
- Ucraina, Černivci
- Stati Uniti, Phoenix